# Hemicordulia koomina
Hemicordulia koomina is een libellensoort uit de familie van de glanslibellen (Corduliidae), onderorde echte libellen (Anisoptera). De soort komt alleen voor in West-Australië.
De wetenschappelijke naam van de soort is voor het eerst geldig gepubliceerd in 1979 door Watson.